# 霧島市立国分南小学校
霧島市立国分南小学校（きりしましりつ こくぶみなみしょうがっこう）は、鹿児島県霧島市国分下井にある市立の小学校。

## 概要
霧島市国分の南部に位置する小学校である。

## 沿革
- 1975年（昭和50年） - 国分市立の小学校４校(上之段小学校・敷根小学校・東小学校・下井小学校)が合併し、国分市立国分南小学校が新設。
- 2005年（平成17年） - 国分市と姶良郡6町の新設合併に伴い、霧島市立国分南小学校と改称。

## 著名な出身者・関係者
スポーツ選手
- 新鍋理沙 - 久光製薬スプリングス所属のバレーボール選手。